# Condado de Ashland (Wisconsin)
O Condado de Ashland é um dos 72 condados do Estado americano do Wisconsin. A sede do condado é Ashland, e sua maior cidade é Ashland. O condado possui uma área de 5 941 km² (dos quais 3 237 km² estão cobertos por água), uma população de 16 866 habitantes, e uma densidade populacional de 6 hab/km² (segundo o censo nacional de 2000). O condado foi fundado em 1860.